# Tomaž Toporišič
Tomaž Toporišič, slovenski dramaturg, esejist, gledališki teoretik, univerzitetni učitelj, prevajalec in publicist, * 27. december 1962, Ljubljana, Slovenija. 

### Življenjepis
Na Filozofski fakulteti v Ljubljani je diplomiral iz primerjalne književnosti in literarne teorije ter angleškega jezika in literature. Leta 2003  je na isti fakulteti magistriral, leta  2006  pa  doktoriral, obakrat pri prof. dr. Ladu Kralju na temi Razmerje med tekstom in uprizoritvijo v slovenskem gledališču 1969–1994 in Kriza dramskega avtorja v gledališču 80. in 90. let 20. stoletja. Soustanovil je festival sodobnih odrskih umetnosti Exodos. Je redni profesor za dramaturgijo in študije scenskih umetnosti na Akademiji za gledališče, radio, film in televizijo Univerze v Ljubljani  ter generalni sekretar slovenskega centra Mednarodnega inštituta mediteranskega gledališča (IITM). Od leta 1990 do 2016 je deloval v Slovenskem mladinskem gledališču kot dramaturg in umetniški direktor.
Že med študijem je leta 1986 je začel redno objavljati kritiko in esejistiko v slovenskih revijah in časopisih ter zbornikih (Literatura, Nova revija, Delo, Dnevnik, Vilenica, Le Livre Slovène, Quorum ipd.) ter se je kot prevajalec,  esejist in kritik intenzivno posvetil sodobni književnosti. 
V letih 1989/1990 se je začel resneje ukvarjati s sodobno, predvsem slovensko dramatiko in ugledališčenjem le-te ter tvorno sodelovati kot dramaturg v slovenskem gledališču. Tako se je  leta 1992 zaposlil v Slovenskem mladinskem gledališču kot dramaturg, opravljal to funkcijo do leta 1996, ko je postal v. d. umetniškega vodja gledališča, leta 1997 pa programski direktor.  Od leta 2016 je kot  profesor za dramaturgijo in scenske umetnosti  zaposlen na Akademiji za gledališče, radio, film in televizijo Univerze v Ljubljani. 1. junija 2023 je bil izvoljen za izrednega člana SAZU v razredu za filološke in literarne vede.
Njegov oče Jože Toporišič, je bil slovenski jezikoslovec.

### Področja delovanja in raziskovanja
V teh letih se je  vzporedno ukvarjal z literarno zgodovino, teorijo, esejistiko in kritiko ter se specializiral za področje gledaliških študij in teatrologije, predvsem novih odnosov med tekstualnimi podlagami in njihovimi realizacijami znotraj polja sodobnih odrskih umetnosti. Od leta 1993 se je intenzivno ukvarjal s pojmi evropskih in svetovnih odrskih umetnosti, njihove refleksije ter funkcije dramatike in literarnih predlog znotraj polja dramatike in evropskega gledališča, praktično v okviru festivala sodobnih odrskih umetnosti Exodos, teoretično pa v okviru mednarodnih simpozijev in srečanj, namenjenih tej tematiki. 
Kot dramaturg je sodeloval z režiserji, kot so Vito Taufer, Matjaž Pograjc, Diego de Brea, Eduard Miler, Meta Hočevar, Oliver Frljić, Borut Šeparović, Barbara Novakovič, Jan Decorte, Damjan Kozole, Branko Potočan, Silvan Omerzu in Zdravko Haderlap.

## Nagrade in priznanja
2023
- izredni član SAZU

2017
- Grün-Filipičevo priznanje za dosežke v slovenski dramaturgiji

Teden slovenske drame, Prešernovo gledališče Kranj
2013
- Vitez reda umetnosti in leposlovja

Odlikovanje republike Francije za zasluge na področju umetnosti in filozofije
1992
- Borštnikova nagrada in plaketa za dramaturgijo

Herbert Achternbusch: Susn, v režiji Eduarda Milerja

## Dramaturgije (izbor)
- Veno Taufer-Vito Taufer: Odisej in sin ali Svet in dom (SMG,  1990)
- Herbert Achternbusch-Eduard Miler: Susn (SMG, 1993)
- Ibsen-Meta Hočevar: Družinski album, (SMG, Wiener Festwochen, 1994)
- Dušan Jovanović-Meta Hočevar: Uganka korajže (SNG Drama, Ljubljana, 1994)
- B. Brecht-Matjaž Berger: Galileo Galilei (SMG, 1996)
- Sofokles-Tomi Janežič: Kralj Ojdipus (SMG, 1998)
- Barbara Novakovič: Paracelsus in Frankenstein, (Muzeum, CD, 1999)
- Ionesco-Vito Taufer: Učna ura (SMG, 2004)
- Jan Decorte: Visoka pesem (SMG, 2007)
- Matjaž Pograjc: Ljubezen na smrt (SMG, 2007)
- Shakespeare-Diego de Brea: Tit Andronik (SNG Drama, Ljubljana, 2008)
- Shakespeare-Vito Taufer: Vihar (SMG, SNG Maribor, SSG Trst, Cankarjev dom, 2008)
- Damjan Kozole: Noč ali Klic v stiski (SMG, 2008)
- Iztok Lovrič-Matjaž Pograjc: Za prigišče Šekspirja (SMG, 2008)
- Dostojevski-Diego de Brea: Zločin in kazen (SMG, 2009)
- Burgess-Matjaž Pograjc: Peklenska pomaranča (SMG, 2009)
- Oliver Frljić: Preklet naj bo izdajalec svoje domovine (SMG, 2010)
- Ivan Cankar: Pohujšanje v dolini šentflorjanski (SMG, 2011)
- Maruša Geymayer-Oblak: Diva svetnica mati prasica (SMG, 2011)
- Klaus Mann / Žanina Mirčevska: Mefisto (SMG, 2011)
- Taufer / Williams / Borut Šeparović:: Razredni sovražnik (SMG, 2012)
- Feydeau / Frljić: Klistirajmo Srčka (SMG, 2012)
- Visconti / De Brea: Nedolžni (SMG, 2012)
- Andrej E. Skubic / Pograjc: Pavla nad prepadom (SMG, 2013)
- Mark Tompkins: Veter norosti (SMG, 2014)
- Neda R. Bric: Nora Gregor  (SNG Nova Gorica, SMG ..., 2014)
- Mamet / Taufer: Glengarry Glen Ross (SMG, 2014)
- Oliver Frljić: Kompleks Ristić (SMG, 2015)

### Znanstvene monografije o gledališču in drami XX. stoletja
- Med zapeljevanjem in sumničavostjo: razmerje med tekstom in uprizoritvijo v slovenskem gledališču druge polovice XX. stoletja, Maska, Transformacije, Ljubljana, 2004. (COBISS)
- Ranljivo telo teksta in odra: kriza dramskega avtorja v gledališču osemdesetih in devetdesetih let 20. stoletja, knjižnica MGL, Ljubljana, 2007. (COBISS)
- Levitve drame in gledališča: nomadskost, rapsodičnost in subverzivnost v sodobni drami in uprizoritvenih praksah, založba Aristej Maribor, 2008. (COBISS)
- Medmedijsko in medkulturno nomadstvo, Znanstvena založba Filozofske fakultete, Ljubljana, 2018.  (COBISS)
- Nevarna razmerja dramatike in gledališča XX. in XXI. stoletja, Znanstvena založba Filozofske fakultete, Ljubljana, 2021.  (COBISS)
- Dramske pisave stoletja: Od Ivana Cankarja do Simone Semenič in naprej, LUD Literatura, zbirka Novi pristopi, Ljubljana, 2023.

### Uredniško delo
- Prostori igre / Play Spaces: Meta Hočevar 1972-2005, monografski katalog (urednik), Mestna galerija 2006. (COBISS)
- Ali je prihodnost že prišla? petdeset let Slovenskega mladinskega gledališča, (sourednik), SMG, Ljubljana, 2007.(COBISS)
- Drama, tekst, pisava / Petra Pogorevc in Tomaž Toporišič (urednika), Ljubljana: 2008. Knjižnica Mestnega gledališča ljubljanskega; zv. 148). (COBISS)
- Occupying spaces: experimental theatre in Central Europe: 1950-2010, I. Svetina, T. Toporišič, T. Rogelj (ed.), SGM: Ljubljana, 2011.
- Drama, tekst, pisava II / Petra Pogorevc in Tomaž Toporišič (urednika), Ljubljana: 2021. Knjižnica Mestnega gledališča ljubljanskega; zv. 178)

### Izbor razprav o umetnosti, literaturi, dramatiki in gledališču
- V objemu pogleda in besede, 75, 85, Moderna galerija, 2003.  (COBISS)
- Drama in gledališče: razmerje med tekstom in uprizoritvijo kot razmerje med dramskim in gledališkim prostorom, Sodobnost, februar, marec 2004. (COBISS)
- Gledališče podob, postdramsko gledališče, pozni socializem in postsocializem, 85/95, Moderna galerija, 2004. (COBISS)
- Postmoderne dekonstruktivističke taktike čitanja avantgarde, TKH 8, december 2004, Beograd, str. 49-58.(COBISS)
- Strategije (politične) subverzije v sodobnih scenskih umetnostih (Pograjc, Zupančič in Hrvatin: trije slovenski primeri), Maska, 2005. (COBISS)
- The Politics Of Performing Arts And Its Strategies: From Pocha Nostra To Refugee Camps For First World Citizens, Artmargins. december 2005
- Romanizacija, epizacija, rapsodizacija, dramatizacija, Literatura 175-176, 2006. (COBISS)
- Ranljivo telo teksta in odra. Performativni obrat in njegove sledi v slovenskem gledališču po letu 2000.Zbornik Sodobne scenske umetnosti, Maska, 2006. (COBISS)
- (Ne več) dramski gledališki tekst in postdramsko gledališče. Primerjalna književnost. Letn. 30, št. 1, (2007), str. 181-189. (COBISS)
- Reteatralizacija i dekonstrukcija dramske forme (Elfride Jelinek i Sara Kejn). SCENA, Novi Sad, 2007.  broj 1-2,  godina XLIII. (COBISS)
- Gregor Strniša in drugačna teatralnost. Sodobnost. Let. 72, št. 3 (2008), str. 350-356.(COBISS)
- Performativni obrat in njegove sledi v sodobnem gledališču in scenskih umetnostih, Amfiteater, 1, 2008, str. 167-180.(COBISS)
- Effects of names and signatures: on the slovenian artists Janez Janša, Janez Janša and Janez Janša. Theorie zur Praxis, Steirischer Herbst, 2008, str. 86-89.
- Taktike političkog in politizovanog pozorišta druge polovine dvadesetog stoleća. Scena 1-2, 2009, Novi sad.
- Artaud's Theatre of Cruelty and Subversive Strategies of Today's Art, Zbornik Art, Resistance, Subversion, Madness, Monitor, Koper, Annales, 2009
- Performativni obrat Pupilije Ferkeverk, Zbornik: Prišli so Pupilčki. Aldo Milohnić in Ivo Svetina (ur.). Ljubljana: Maska: Slovenski gledališki muzej, 2009. (COBISS)
- Performativnost scenskih in vizualnih umetnosti ter nove oblike vezljivosti umetniških medijev, Zbornik Interpretacije vizualnosti, uredil Tomislav Vignjević,  Koper, Annales, 2009.
- Medbesedilnost in medmedijskost sodobne slovenske (ne več) dramske pisave. Zbornik Sodobna slovenska književnost : (1980-2010). [urednica Alojzija Zupan Sosič] ; [izdala] Filozofska fakulteta, Ljubljana, 2010.
- The essay on stage: singularity and performativity. Primerjalna književnost. Letn. 33, št. 1 (2010), str. 217-232.
- From Local to Global and Vice Versa: Comparative Literature as a Plural Discipline. LITinfo. Georgian Electronic Journal of Literature, Volume 5, Issue 1, 2011.
- Critical Stages: The IATC Webjournal, December 2011|Critique and criticism? Can They Survive in a Time of Intertextuality, Intermediality and Corporate Capitalism?, Critical Stages: The IATC Webjournal, December 2011. Arhivirano 2013-06-05 na Wayback Machine.
- »Spatial machines and slovene (no longer-) experimental theatre in the second half of the 20th century«, v Occupying spaces: experimental theatre in Central Europe: 1950-2010, I. Svetina, T. Toporišič, T. Rogelj (ed.), SGM: Ljubljana: 418-468.
- Performativna dimenzija v slovenski sodobni drami.Slavistična revija – Srl 2011, letnik 59/1–4 Arhivirano 2012-03-09 na Wayback Machine.
- (Re)staging the rhetorics of space. Neohelicon June 2014, Volume 41, Issue 1, pp 77-86
- Nevarna razmerja "mlade slovenske umetnosti" in  futurizma.  Primerjalna književnost. - ISSN 0351-1189. - Letn. 37, št. 3 (2014), str. 1-21
- "Myth and Creolisation of Cultures and Performing Arts in the Mediterranean." / Mit in kreolizacija kultur ter uprizoritvene umetnosti v Sredozemlju; V: Mit in pogled / [uredila, edited by Maja Šabec]. - Ljubljana : Znanstvena založba Filozofske fakultete (Ars & humanitas,9, 1  (2015), str. 104-116.)

- (Ne več) dramsko v sodobni slovenski dramatiki : (Jovanović, Ravnjak, Potočnjak, Skubic, Semenič)"  V: Slavistična revija. - ISSN 0350-6894. - Letn. 63, št. 1 (jan.-mar. 2015), str. 89-102.
- "Nekaj poglavij iz zgodovine (kratkih) stikov (post)semiotične uprizoritvene teorije in prakse" Primerjalna književnost.  Letn. 39, št. 2 (2016), str. 25-36.
- "The Performative and (No-Longer) Dramatic in the Theatre of Dušan Jovanović and Matjaž Zupančič", Forum for world literature studies,  2017, Vol. 9, no. 1 (Mar. 2017), pp. 52-67.
- "Medmedijsko nomadstvo besedilnih in uprizoritvenih praks", Slavistična revija, 65(1), str. 53-64. Dostopno na: https://srl.si/ojs/srl/article/view/COBISS_ID-63764322
- "Igra v igri kot metagledališkost in metamedijskost od Cankarja do Zupančiča Arhivirano 2018-09-18 na Wayback Machine.", Slavistična revija, 66(3), (2018) str. 265-279. Dostopno na: https://srl.si/ojs/srl/article/view/2018_3_02 Arhivirano 2018-09-18 na Wayback Machine.
- "G. W. G. Sebald in Oliver Frljić ali kako lahko umetnost v času globalnih negotovosti poseže v diskurzivni pretok (dez)informacij?" Primerjalna književnost, , 2019, letn. 42, št. 1, str. 23-36. [COBISS.SI-ID 69703010]
- "Death and violence in contemporary theatre, drama, and novel (Oliver Frljić, Anja Hilling, Simona Semenič, G. W. Sebald)."Art History & Criticism, ISSN 1822-4555, 2019, vol. 15, iss. 1, str. 117-129.
- "Is Art itself a Criticism? Linking Wilde to Derrida, Rancière and Badiou." Filozofski vestnik, 2019, 3, str. 261-277.